# Bayerische Akademie der Wissenschaften
Bayerische Akademie der Wissenschaften (BAdW) er en selvstændig institution, grundlagt 1759, der er beliggende i München, Tyskland. 
Akademiet optager forskere, hvis forskning har bidraget kraftigt til en forøgelse af viden inden for deres emne. Det generelle mål for akademiet er at fremme tværfaglige møder og kontakter og samarbejde med repræsentanter for forskellige fag.